# Бергман, Джейми
Джейми Бергман (англ. Jaime Bergman; род. 23 сентября 1975, Солт-Лейк-Сити, Юта) — американская фотомодель и актриса.

## Биография
Джейми Энн Бергман родилась 23 сентября 1975 года в Солт-Лейк-Сити. В 1993 году окончила среднюю школу Вест Джордан в штате Юта.
С 1999 по 2001 год активно снималась для журнала «Playboy», появившись также в нескольких видеофильмах под этой же маркой. В январе 1999 года она стала девушкой месяца Playboy, а позже получила титул «St. Pauli Girl».
С 1999 года Бергман стала периодически появляться на большом экране, исполнив небольшие роли в фильмах «Угнать за 60 секунд», «Хранитель душ», а также в ряде телесериалов. С 2000 по 2002 год играла главную роль в сериале «SOSатели Малибу» — пародии по мотивам «Спасатели Малибу».

## Личная жизнь
В 2001 году вышла замуж за актёра Дэвида Борианаза, от которого у неё двое детей: сын Джейден Райан (род. 2002) и
дочь Бардо Вита (род. 2009).

## Фильмография
| Год       |     | Русское название                 | Оригинальное название              | Роль             |
| --------- | --- | -------------------------------- | ---------------------------------- | ---------------- |
| 1999      | ф   | В погоне за мечтой               | Speedway Junky                     | девушка          |
| 1999      | с   | Лодка любви: Новая волна         | Love Boat: The Next Wave           | девушка          |
| 1999      | с   | Беверли-Хиллз, 90210             | Beverly Hills 90210                | Триш Янсен       |
| 1999      | ф   | Каждое воскресенье               | Any Given Sunday                   | девушка          |
| 2000      | с   | Брутально нормальный             | Brutally Normal                    | Мерил            |
| 2000      | с   | Озабоченные                      | Shasta McNasty                     | девушка №2       |
| 2000      | ф   | Угнать за 60 секунд              | Gone in Sixty Seconds              | блондинка        |
| 2000      | ф   | На изломе дня                    | Daybreak                           | Сьюзи            |
| 2000—2002 | с   | SOSатели Малибу                  | Son of the Beach                   | Би Джей Каммингс |
| 2001      | ф   | Девственницы                     | Virgins                            | Мелисса          |
| 2001      | ф   | Хранитель душ                    | Soulkeeper                         | блондинка        |
| 2002      | с   | Бухта Доусона                    | Dawson's Creek                     | Денис            |
| 2003      | ф   | Поли Шор мёртв                   | Pauly Shore Is Dead                | Зои              |
| 2003      | в   | Тёмный волк                      | Dark Wolf                          | Макгоуен         |
| 2003      | тф  |                                  | Knee High P.I.                     | Кэнди Макинтайр  |
| 2004      | кор | Разочарованный                   | DysEnchanted                       | Элис             |
| 2004      | с   | Во всём виноваты предки          | It's All Relative                  | Саша             |
| 2004      | с   | Ангел                            | Angel                              | Аманда           |
| 2004      | в   | Змеиная битва                    | Boa vs. Python                     | Моника           |
| 2010      | ф   | Сумасброд: История Теда Уитфилда | Screwball: The Ted Whitfield Story | Ким Домингез     |
| 2017      | с   | Кости                            | Bones                              | Доун Скэггс      |